# VH1
VH1 (do roku 1994 VH-1) je americká hudební televizní stanice, založená 1. ledna 1985. Název stanice je zkratkou výrazu Video Hits One. Je sesterskou stanicí MTV. Vlastníkem obou stanic je MTV Networks z mediální skupiny Viacom. Stanice má několik regionálních (Austrálie, Brazílie, Evropa, …) a tematických (country, soul, Mega Hits (videoklipy 80. let - 2000), …) mutací